# Stephen H. Weed

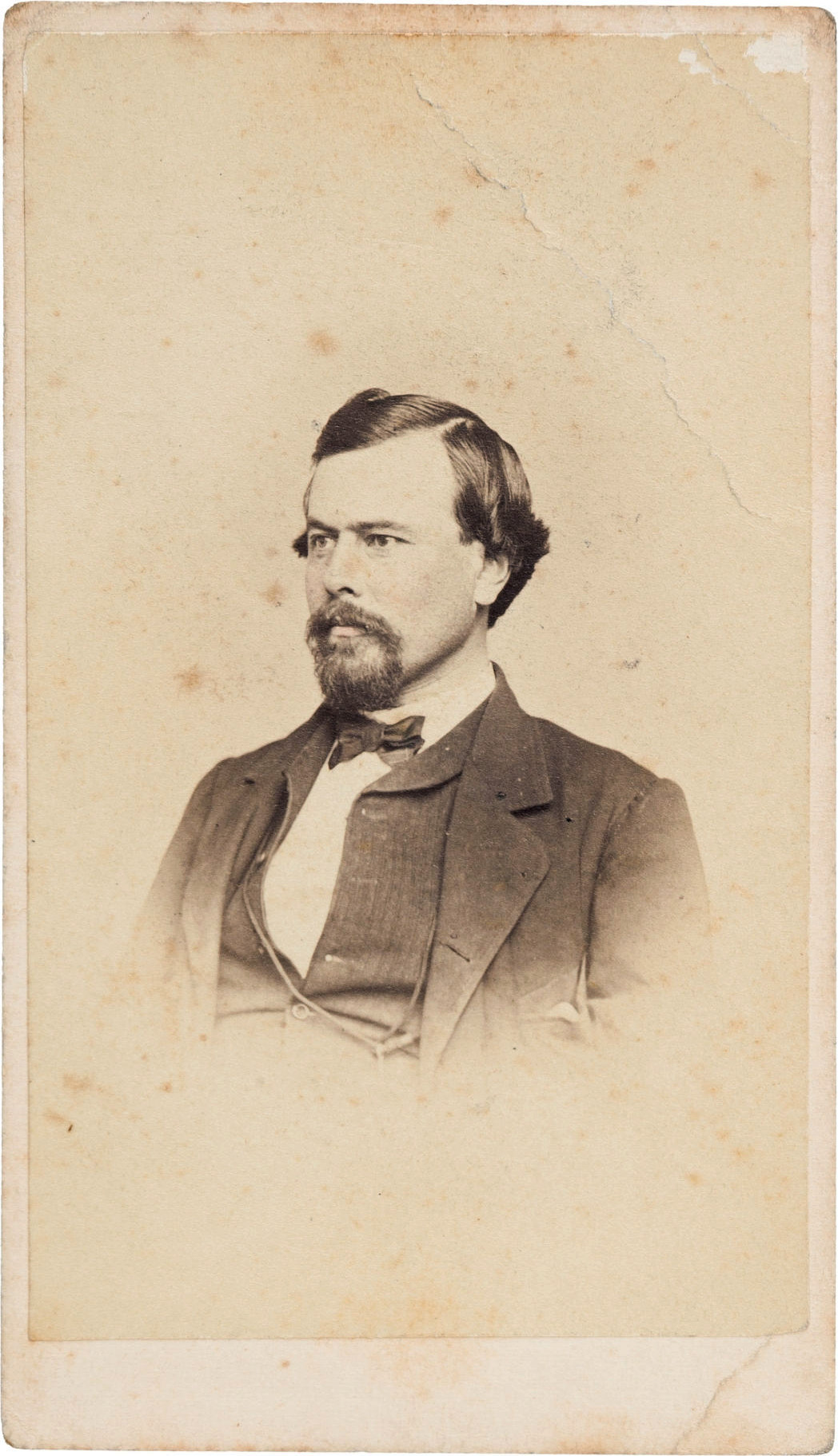
Stephen H. Weed

Stephen Hinsdale Weed (* 17. November 1831 in Potsdam, New York; † 2. Juli 1863 bei Gettysburg, Adams County, Pennsylvania) war ein Brigadegeneral in der Unionsarmee während des Amerikanischen Bürgerkrieges.

## Vor dem Bürgerkrieg
Weed wurde 1831 in Potsdam, New York als zweites von vier Kindern von John Kilbourne und Charity Winslow Weed geboren. Er entschied sich eine militärische Laufbahn einzuschlagen und ging daher auf die Militärakademie in West Point. Dort graduierte er 1854 als 27 seiner Klasse, wobei die Klasse 46 Studenten hatte. Unter den Klassenkameraden waren zehn der späteren Bürgerkriegsgeneräle, einschließlich Oliver O. Howard und J.E.B. Stuart. Er erhielt einen Brevet-Rang eines Second Lieutenants und wurde am 1. Juli 1854 der 2. US-Artillerie zugeteilt. Weed diente im Grenzgebiet von Texas. Im Dezember erhielt er dann den regulären Dienstgrad eines Second Lieutenants in der 4. US-Artillerie.
Zwei Jahre später wurde er zum First Lieutenant befördert und kämpfte zwischen 1856 und 1857 in Florida in den Seminolenkriegen. Im nachfolgenden Jahr, 1858, war er bei der Niederlegung der Kansas Unruhen beteiligt. Ferner hatte er als Kriegsveteran das Kommando über die Batterie B in der 4. US-Artillerie und nahm an dem Utah-Krieg teil, wo er mithalf die Ordnung im Territorium wiederherzustellen. Dann kämpfte er am 11. August 1860 bei der Schlacht von Egan Station und am 6. September 1860 bei der Schlacht von Deep Creek gegen Indianer im Nevada-Territorium.

## Im Bürgerkrieg
Bei Ausbruch des Amerikanischen Bürgerkrieges war Weed im Mai 1861 zum Captain der frisch gebildeten Batterie I in der 5. US-Artillerie befördert worden. Er verblieb bei Camp Curtin in Harrisburg (Pennsylvania), bildete seine Besatzungen bis zum Frühling 1862 aus und nahm dann im Halbinsel-Feldzug an der Zweiten Schlacht von Bull Run teil. Dann kommandierte er seine Batterie während des erbitterten Artillerieduells bei Antietam. Anschließend wurde er zum Kommandanten aller Artillerien des V Corps befördert. Seine Geschütze kamen bei Fredericksburg zum Einsatz. Dann war er von Dezember 1862 bis Januar 1863 bei Falmouth (Virginia) stationiert. Nach kurzem Diensturlaub nahm er an der Schlacht bei Chancellorsville teil, wo er die 2. Division des V Corps kommandierte. Am 6. Juni 1863 verließ Weed die Artillerie der regulären Armee, um ein Offizierspatent als Brigadegeneral in der Freiwilligenarmee anzunehmen. Er wurde der 3. Brigade in der 2. Division des V Corps zugeteilt.
Bei Gettysburg fungierte seine Brigade als Ablösung für Colonel Strong Vincents Brigade am Little Round Top. Seine Vorhut konnte einen konföderierten Angriff abwehren, der Vincents Rechte überwunden hatte. Colonel Patrick O’Rorke von der 140. New York Infanterie wurde beim Gegenangriff, den er angeführt hatte, getötet. Währenddessen halfen Teile von Weeds Brigade, die Geschütze von Lt. Charles E. Hazletts Batterie D der 5. US-Artillerie auf den Hügel zu verlegen. Als dann Weed die Geschütze aufstellte, wurde er tödlich in der Brust verwundet, womöglich durch einen Scharfschützen, der sich in Devil’s Den versteckte. Seine letzten Worte waren: „Ich würde lieber hier sterben, als dass die Rebellen einen Zoll dieses Bodens gewinnen sollten.“ Lt. Hazlett wurde getötet, als er versuchte zu hören, was Weed sagte. Das Kommando über die Brigade fiel an Colonel Kenner Garrard von der 146. New York Infanterie.
Der Leichnam von Weed wurde nach Hause überführt und auf dem Moravian Cemetery in New Dorp, einem Dorf auf Staten Island im Richmond County, New York, beigesetzt.

## Ehrung
- Die Schanze A von der militärischen Verteidigung um Washington, D.C. wurde im Angedenken an ihn im September 1863 zu „Fort Weed“ umbenannt.
- Nach dem Krieg wurde die Position 91 des Grand Army of the Republic in New York City Stephen H. Weed Post benannt.
- Army General Orders No. 16 benannte 1902 einen Teil von Fort Wadsworth entlang von The Narrows im New Yorker Hafen zum Battery Weed um.